# Thelma Todd
Thelma Alice Todd (Lawrence, Massachusetts, 29 de julio de 1906-Pacific Palisades, California, 16 de diciembre de 1935) fue una actriz estadounidense. Apareció en alrededor de 120 películas entre 1926 y 1935, aunque es más conocida por sus papeles en numerosos cortometrajes y películas en el estudio de Hal Roach, entre ellas varias de el Gordo y el Flaco como Another Fine Mess, The Devil's Brother (también conocido como Fra Diavolo) y Chickens Come Home. También apareció en las películas Monkey Business y Horse Feathers de los hermanos Marx.

## Comienzos
Thelma Todd nació en el seno de una familia de clase media-alta y fue una estudiante brillante y destacada que siempre obtenía buenos resultados académicos y tenía la intención de ser maestra de escuela. De todos modos, ya por sus años de adolescencia, comenzó a participar en concursos de belleza y ganó el de Miss Massachusetts en 1925. Mientras representaba a su estado como reina de la belleza, fue descubierta por un cazatalentos de Hollywood y de esta manera comenzó su carrera en el mundo del cine.

## Carrera cinematográfica

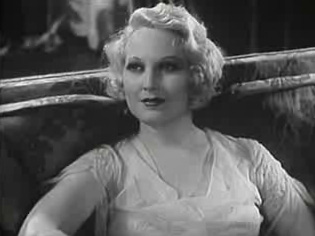
Todd en Corsair (1931).

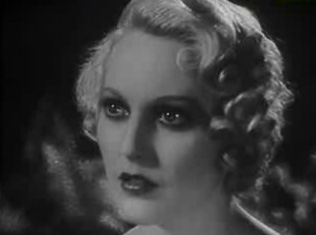
Todd en Corsair (1931).

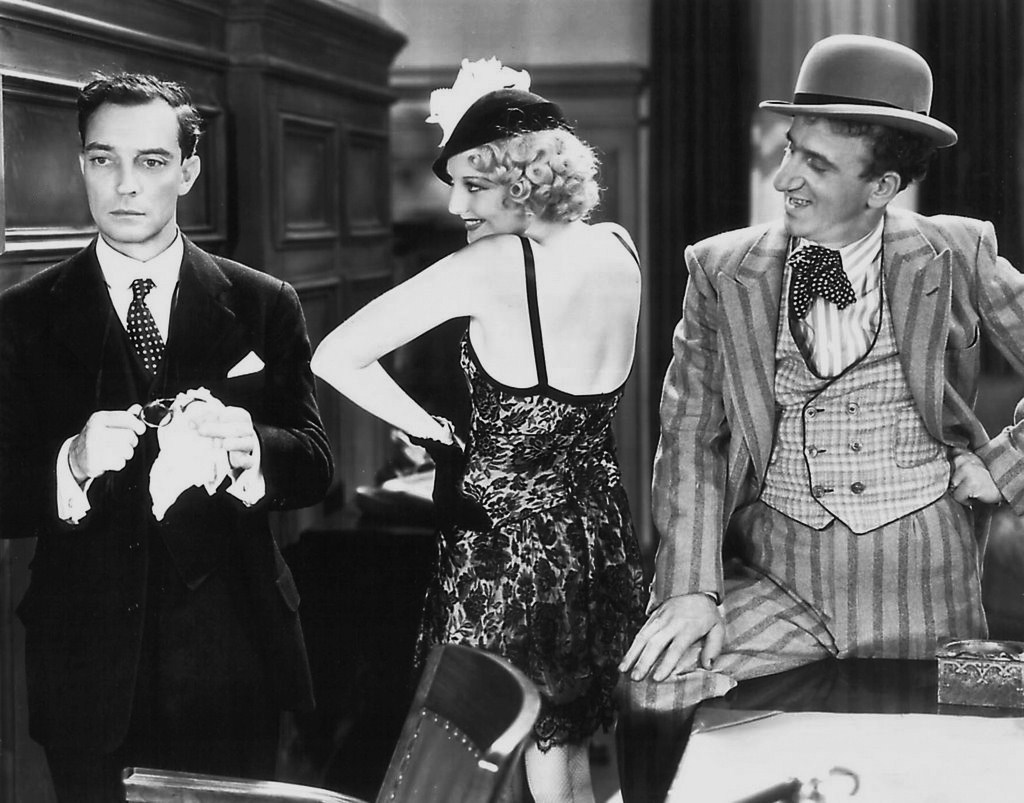
Buster Keaton, Thelma Todd y Jimmy Durante en Speak Easily (1932)

Al principio Thelma aparecía en pequeños papeles haciendo uso de su espectacular belleza y obteniendo así una pequeña oportunidad para poder actuar. Todd tuvo la ocasión de ampliar sus papeles después de conocer al productor Hal Roach quien le hace firmar un contrato para aparecer en películas con algunas de las estrellas de la comedia como Harry Langdon, Charley Chase, y Laurel & Hardy. En 1931 recibe su propia serie, uniéndose a ZaSu Pitts en las comedias. Este fue un intento de Roach de crear una versión femenina de El gordo y el flaco . Cuando Zasu Pitts dejó a Roach en el año 1933, fue remplazada por Patsy Kelly. El papel que Thelma Todd a menudo representaba consistía en una muchacha trabajadora que atravesaba toda clase de problemas e intentaba siempre mantener la elegancia y el encanto a pesar de las absurdas payasadas de su compañera.
A comienzos de los años 30, Thelma abrió un Café junto a la playa en Pacific Palisades, llamado Todd's Sidewalk Cafe, atrayendo a una diversa clientela desde estrellas de Hollywood hasta turistas.

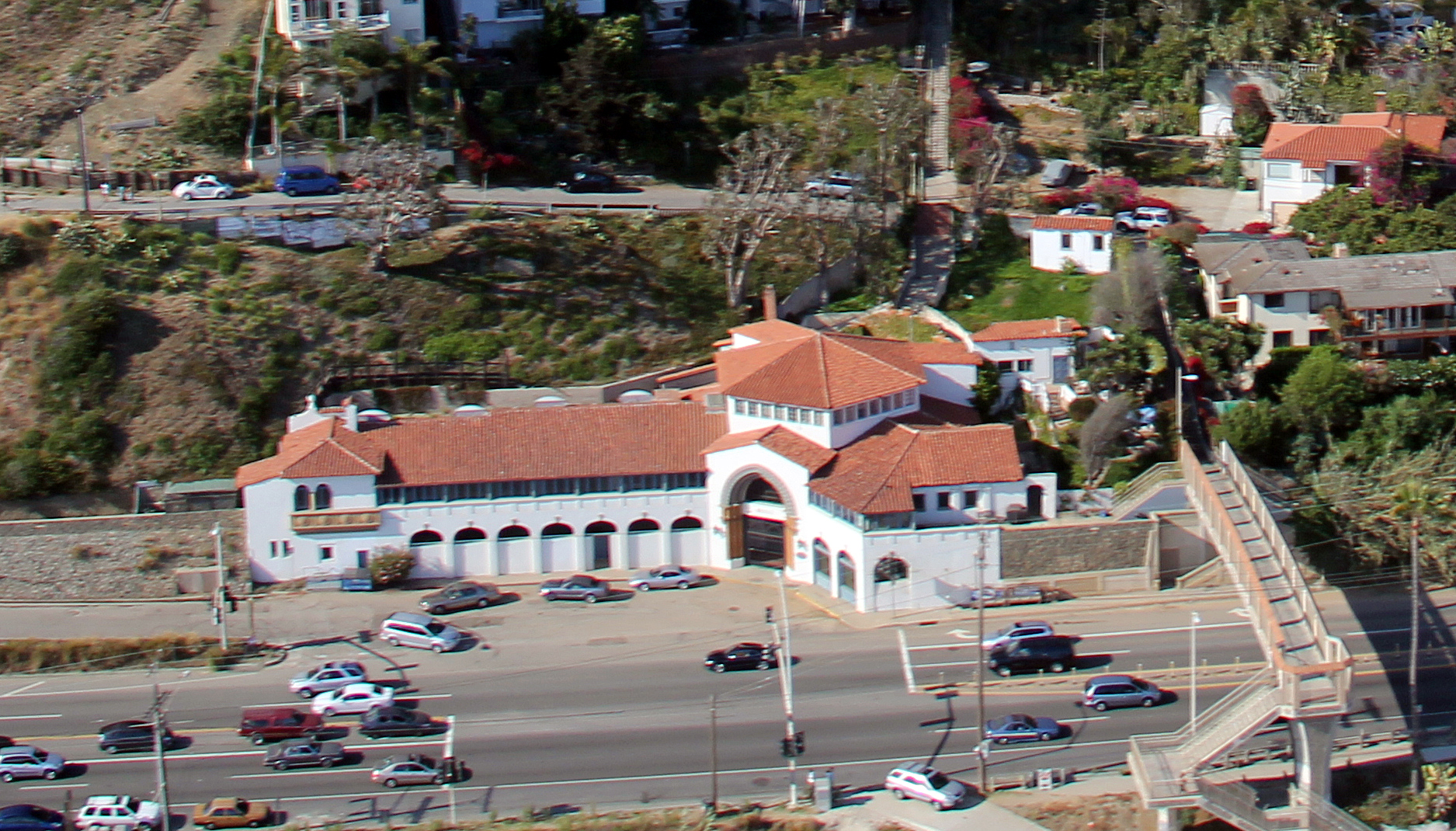
Thelma Todd's Sidewalk Cafe,
17535 Pacific Coast Highway, Pacific Palisades

Thelma Todd era reconocida como una excelente actriz cómica, y Roach la prestaba a otros estudios de cine para actuar junto a Wheeler & Woolsey, Buster Keaton, Joe E. Brown y los hermanos Marx. También actuó con éxito en dramas como El halcón (The Maltese Falcon, primera versión de 1931). Durante su corta carrera, Thelma apareció en más de 130 películas y de vez en cuando se la promocionó bajo el alias de "The Ice Cream Blonde".
The Bohemian Girl fue su última película ya que Todd falleció antes de poder completar todas sus escenas. El productor Roach eliminó todas las partes que incluyeran diálogos de Todd y limitó su aparición a un número musical.

## Muerte
El 16 de diciembre de 1935 apareció muerta en el garaje de su casa, situada cerca del café que regentaba, al volante de su descapotable, asfixiada por el monóxido de carbono del vehículo. El cuerpo no presentaba señales de violencia y se especuló si fue suicidio, accidente o asesinato. La prensa sensacionalista, como era habitual, extendió todo tipo de falsos rumores y exageraciones pero la conclusión oficial fue muerte accidental. De regreso de una fiesta en el club Trocadero de Hollywood, se quedó dormida con el coche encendido.